# Euconocephalus
Euconocephalus es un género de saltamontes longicornios de la subfamilia Conocephalinae. Se distribuye en África, Asia y Oceanía.

## Especies
Las siguientes especies pertenecen al género Euconocephalus:
- Euconocephalus afer (Karny, 1907)
- Euconocephalus australis (Bolívar, 1884)
- Euconocephalus blandus (Serville, 1838)
- Euconocephalus brachyxiphus (Redtenbacher, 1891)
- Euconocephalus broughtoni Bailey, 1980
- Euconocephalus budaunensis Farooqi & Usmani, 2019
- Euconocephalus clarus (Walker, 1869)
- Euconocephalus coarctatus (Redtenbacher, 1891)
- Euconocephalus coniceps (Redtenbacher, 1891)
- Euconocephalus cristovallensis (Montrouzier, 1855)
- Euconocephalus erythropus (Karny, 1907)
- Euconocephalus femoralis (Walker, 1869)
- Euconocephalus formosanus (Matsumura & Shiraki, 1908)
- Euconocephalus gracilis (Redtenbacher, 1891)
- Euconocephalus incertus (Walker, 1869)
- Euconocephalus insulanus (Redtenbacher, 1891)
- Euconocephalus lineatipes (Bolívar, 1890)
- Euconocephalus longissimus Wang, Shi & Ou, 2011
- Euconocephalus mucro (Haan, 1843)
- Euconocephalus nasutus (Thunberg, 1815)
- Euconocephalus pallidus (Redtenbacher, 1891)
- Euconocephalus picteti (Redtenbacher, 1891)
- Euconocephalus princeps (Karny, 1907)
- Euconocephalus pyrifer (Redtenbacher, 1891)
- Euconocephalus remotus (Walker, 1869)
- Euconocephalus rosaceus (Walker, 1869)
- Euconocephalus saussurei (Redtenbacher, 1891)
- Euconocephalus sumbaensis Willemse, 1953
- Euconocephalus thunbergii (Montrouzier, 1855)
- Euconocephalus troudeti (Le Guillou, 1841)
- Euconocephalus turpis (Walker, 1869)
- Euconocephalus ultimus (Krausze, 1904)
- Euconocephalus ustulatus (Redtenbacher, 1891)
- Euconocephalus vaginalis (Redtenbacher, 1891)
- Euconocephalus varius (Walker, 1869)
- Euconocephalus veruger (Serville, 1838)